# Mikhaïl Kornienko
Mikhaïl Borissovitch Kornienko (en russe : Михаил Борисович Корниенко) est un cosmonaute russe né le 15 avril 1960 à Syzran, en RSFS de Russie (Union soviétique).

## Vols réalisés
Kornienko est désigné comme ingénieur de vol à bord de la station spatiale internationale pour l'Expédition 23 et l'Expédition 24. Ayant décollé le 2 avril 2010 à bord du vaisseau Soyouz TMA-18 et étant revenu sur Terre le 25 septembre 2010, son premier vol dans l'espace dure près de six mois.
Cinq ans plus tard, Kornienko est à nouveau ingénieur de vol à bord de l'ISS, pour les expéditions 43, 44, 45 et 46. Avec l'Américain Scott Kelly, il reste cette fois près d'un an dans l'espace, du 27 mars 2015, décollage de Soyouz TMA-16M au 2 mars 2016, atterrissage de Soyouz TMA-18M. Ensemble, ils sont les détenteurs du séjour le plus long jamais effectué à bord de l'ISS.

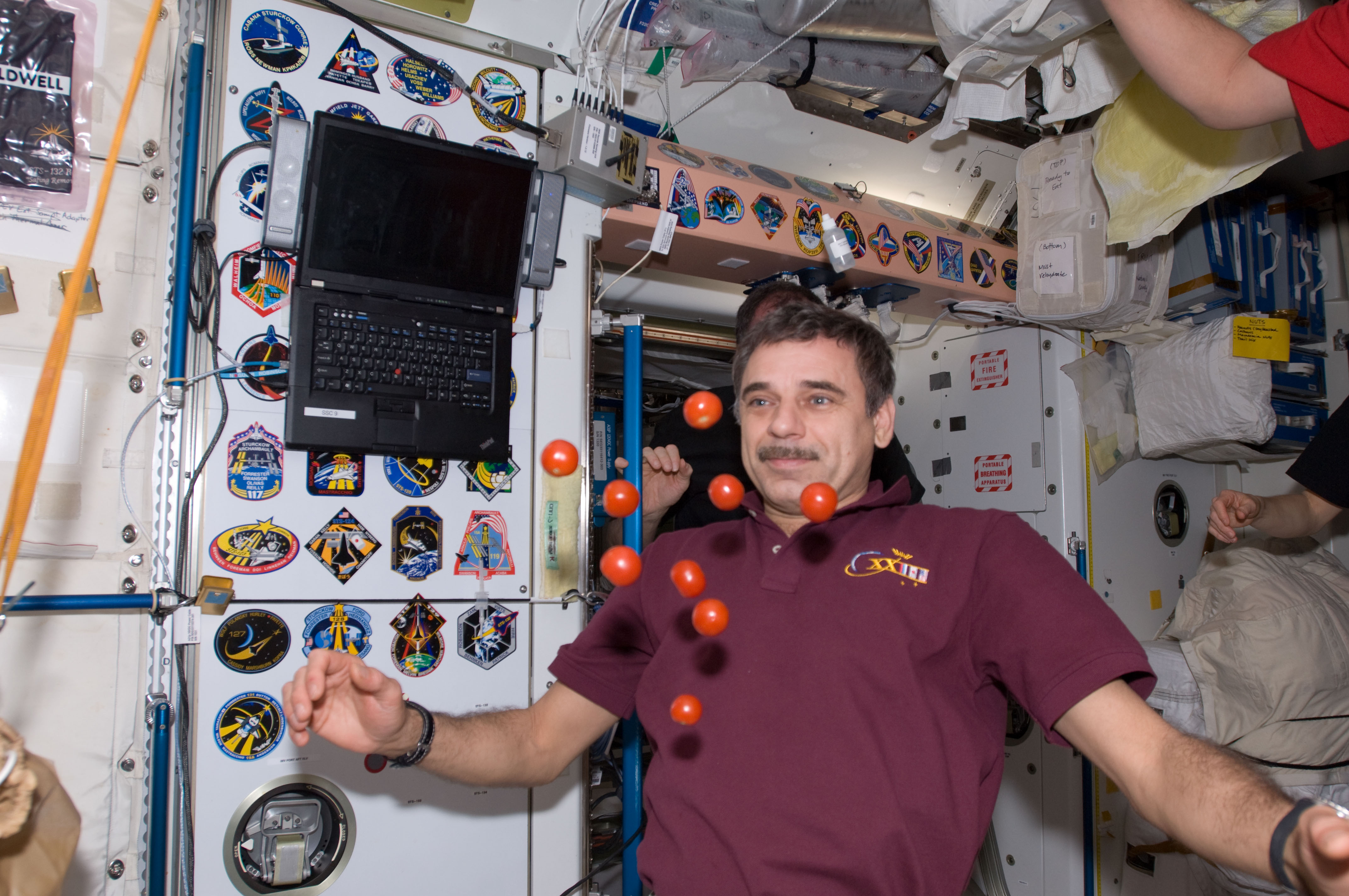
Mikhaïl Kornienko avec des tomates en apesanteur